# Air Buddies – Valpgänget på äventyr
Air Buddies – Valpgänget på äventyr (engelska: Air Buddies) är en amerikansk familjekomedi från 2006 i regi av Robert Vince. Filmen hade biopremiär i USA den 12 december 2006, samt DVD-premiär i Sverige den 4 juni 2008. Detta är den sjätte filmen i serien om golden retriever-hanen Air Bud, samt den första filmen i spinoff-serien Air Buddies. Inför denna film har man valt att inte lägga så mycket fokus kring Air Bud och hans liv, utan mer på hans fem små valpar, det vill säga Budderball, B-Dawg, Buddha, Mudbud och Rosebud.

## Handling
Filmens handling kretsar kring de fem busiga golden retriever-valparna Budderball, B-Dawg, Buddha, Mudbud och Rosebud, som tillsammans beger sig ut på ett enda stort äventyr för att leta efter sina kidnappade föräldrar Buddy (Air Bud) och Molly.

## Rollista (i urval)
| Karaktär                            | Skådespelare             | Svensk röst      |
| ----------------------------------- | ------------------------ | ---------------- |
| Rosebud                             | Abigail Breslin (röst)   | Amanda Jennefors |
| Buddha                              | Dominic Scott Kay (röst) | Julius Lindfors  |
| Budderball                          | Josh Flitter (röst)      | Teodor Runsiö    |
| Mudbud                              | Spencer Fox (röst)       | Ludvig Dietmann  |
| B-Dawg                              | Skyler Gisondo (röst)    | Axel Karlsson    |
| Buddy (Air Bud)                     | Tom Everett Scott (röst) | Jakob Stadell    |
| Molly                               | Molly Shannon (röst)     | Annica Smedius   |
| Sniffer                             | Don Knotts (röst)        | Bert-Åke Varg    |
| Noah Sullivan                       | Slade Pearce             | Hannes Edenroth  |
| Sheriff Bob                         | Patrick Cranshaw         | Nils Eklund      |
| Patrick Sullivan (Noahs pappa)      | Richard Karn             | Göran Berlander  |
| Jackie Framm Sullivan (Noahs mamma) | Cynthia Stevenson        | Jennie Jahns     |
| Tant Niggles                        | Jane Carr                | Anita Molander   |

- Övriga svenska röster – Bengt Järnblad, Daniel Melén, Dick Eriksson, Fredrik Dolk, Fredrik Hiller, Göran Gillinger, Jan Åström och Oskar Karlsson
- Dialogregissör – Charlotte Ardai Jennefors
- Översättare – Robert Cronholt / Mediaplant
- Inspelningsstudio – Sun Studio A/S Sverige
- Inspelningstekniker – Samuel Engh och Rebecca Pantzer
- Projektledare – Anna Lundström
- Kreativ ledning – Kirsten Saabye

Svensk version producerad av Disney Character Voices International, Inc.